# И капли росы на рассвете
«И капли росы на рассвете» (латыш. Un rasas lāses rītausmā) — телевизионный художественный фильм режиссёра Петериса Крылова. Снят по заказу Гостелерадио СССР на Рижской киностудии в 1977 году.

## Сюжет
Группа антифашистски настроенных подростков остаётся без идейного руководства после ареста и гибели руководителей одного из подразделений рижского подполья. Опасаясь преследования, Эрик Зариньш, близкий к погибшему учителю истории Эглайсу, прячется на даче своего школьного товарища Хуго.
Пытаясь быть полезными общему делу, не дожидаясь прибытия связного, ребята распространяют листовки с записанными на слух сообщениями Совинформбюро. После инцидента с покушением на немецкий патруль, опытный следователь гестапо, играя на неокрепшей психике Хуго, узнаёт фамилии всех подпольщиков.
Под угрозой ареста оказались и сами подростки, и недавний ополченец рабочей дружины Донат, прибывший с чрезвычайными полномочиями для координации сопротивления. Его сопровождала бывшая узница белорусского лагеря смерти Ольга, которой также требовалось убежище. Не имея возможности увести в безопасное место всю группу, Донат поручил троим ребятам пробраться к приближающейся линии фронта и доставить важное донесение.

## В ролях
- Юта Юревица — Рената
- Гунар Далманис — Димка
- Андрис Морканс — Эрик
- Элита Крастиня — Оля
- Ромуалдс Анцанс — Донат
- Андрис Смилдзиньш — Хуго
- Аквелина Ливмане — Валя
- Лилиана Вессере — Рита
- Ивар Ратке — паренёк
- Алексей Михайлов — отец Димки
- Велта Скурстене — мать Хуго
- Астрида Гулбе — мать Риты
- Карлис Аушкапс — следователь
- Улдис Думпис — стрелок в тире
- Янис Яранс — Межниекс
- И. Каулиньш — помощник следователя

В эпизодах:
Х. Данцберга, В. Яканс, Х. Романова, А. Гулбе, И. Саулите, Э. Ферда 
 В. Звайгзне, А. Лейманис, У. Вейспалс, Т. Мациевский

## Съёмочная группа
- Автор сценария: Виктор Андреев
- Режиссёр-постановщик: Петерис Крыловс
- Оператор-постановщик: Генрих Пилипсон
- Композитор: Петерис Плакидис
- Художник-постановщик: Виктор Шильдкнехт
- Звукооператор: Виктор Мыльников
- Режиссёры: Р. Гинтере, Э. Данцберга
- Оператор: У. Эгле
- Художник по костюмам: Д. Мелнаре
- Художник-гримёр: К. Лапиня
- Монтажёр: М. Сурдеко
- Редактор: И. Черевичник
- Ассистенты: М. Лабдарбе, В. Рождественская, Б. Пика, Р. Госиньш, Ю. Балтаболс
- Консультант: кандидат исторических наук Я. Дзинтарс
- Художественный руководитель: Роланд Калныньш
- Директор: Игорь Либман